# Anahit Bakhshyan
Anahit Nersesi Bakhshyan (nacida el 20 de septiembre de 1947 en Ereván) es un miembro del Parlamento Armenio, activista pública, miembro del partido Herencia.

## Biografía
Terminó la facultad de física en la Universidad Estatal de Ereván, trabajó como profesora de física y luego como metodóloga de la División de Educación Popular del distrito de Ereván Shahumian. De 1989 a 1998, fue Directora Adjunta de la Escuela Ereván Siamanto.  Bakhshyan fue la directora de la Escuela Ereván D. Demirchian. 
El 12 de mayo de 2007, fue elegida diputada de la Asamblea Nacional de Armenia por el partido Herencia.

## Vida personal
Su pareja sentimental hasta 1999 fue Yuri Bakhshyan antes de ser asesinado en el Tiroteo en la Asamblea Nacional de Armenia. La pareja tuvo tres hijos.